# Bulbophyllum rauhii
Bulbophyllum rauhii là một loài phong lan thuộc chi Bulbophyllum.